# Vladimir Parfenovitsj
Vladimir Parfenovitsj (Minsk 2 december 1958) is een Sovjet-Wit-Russisch kanovaarder. 
Parfenovitsj behaalde zijn grootste successen tijdens de Olympische Zomerspelen 1980 in eigen door de gouden medaille te winnen op de K-1 500 meter en samen met Sergej Tsjoechrai in de K2 op de 500 meter en de 1000 meter. 
Parfenovitsj werd viermaal wereldkampioen in de K-1 500 meter en driemaal in de K-2 500 meter en tweemaal in de K-2 1.000 meter.

## Belangrijkste resultaten

### Olympische Zomerspelen
| Editie | Plaats | Resultaten                   |
| ------ | ------ | ---------------------------- |
| 1980   | Moskou | K-1 500m K-2 500m K-2 1.000m |

### Wereldkampioenschappen vlakwater
| Jaar | Plaats     | Resultaten                       |
| ---- | ---------- | -------------------------------- |
| 1978 | Belgrado   | K-1 500m                         |
| 1979 | Duisburg   | K-1 500m · K-2 500m              |
| 1981 | Nottingham | K-1 500m · K-2 500m · K-2 1.000m |
| 1982 | Belgrado   | K-1 500m · K-2 500m · K-2 1.000m |
| 1983 | Tampere    | K-1 500m · K-2 500m · K-2 1.000m |

1976: Vasile Dîba ·
1980: Vladimir Parfenovitsj ·
1984: Ian Ferguson ·
1988: Zsolt Gyulay ·
1992: Mikko Kolehmainen ·
1996: Antonio Rossi ·
2000: Knut Holmann ·
2004: Adam van Koeverden ·
2008: Ken Wallace
1976: Joachim Mattern & Bernd Olbricht ·
1980: Vladimir Parfenovitsj & Sergej Tsjoechrai ·
1984: Ian Ferguson & Paul MacDonald ·
1988: Ian Ferguson & Paul MacDonald ·
1992: Kay Bluhm & Torsten Gutsche ·
1996: Kay Bluhm & Torsten Gutsche ·
2000: Zoltán Kammerer & Botond Storcz ·
2004: Ronald Rauhe & Tim Wieskötter ·
2008: Saúl Craviotto & Carlos Pérez ·
2024: Max Lemke & Jacob Schopf
1936: Alfons Dorfner & Adolf Kainz ·
1948: Hans Berglund & Lennart Klingström ·
1952: Yrjö Hietanen & Kurt Wires ·
1956: Meinrad Miltenberger & Michel Scheuer ·
1960: Gert Fredriksson & Sven-Olov Sjödelius ·
1964: Sven-Olov Sjödelius & Gunnar Utterberg ·
1968: Vladimir Morozov & Aleksandr Sjaparenko ·
1972: Nikolai Gorbatsjov & Viktor Kratasjoek ·
1976: Sergej Nagorny & Vladimir Romanovski ·
1980: Vladimir Parfenovitsj & Sergej Tsjoechrai ·
1984: Hugh Fisher & Alwyn Morris ·
1988: Greg Barton & Norman Bellingham ·
1992: Kay Bluhm & Torsten Gutsche ·
1996: Antonio Rossi & Daniele Scarpa ·
2000: Beniamino Bonomi & Antonio Rossi ·
2004: Henrik Nilsson & Markus Oscarsson ·
2008: Martin Hollstein & Andreas Ihle ·
2012: Rudolf Dombi & Roland Kökény ·
2016: Marcus Groß & Max Rendschmidt ·
2020: Thomas Green & Jean van der Westhuyzen